# Ilse Ruijters
Ilse Ruijters (24 juni 1979) is een Nederlandse schrijfster.

## Biografie
Ruijters wilde als kind al schrijfster worden. Nadat ze in 2008 de IVIO Andries Greinerprijs won, besloot ze haar droom waar te maken. Van het prijzengeld kocht ze een laptop en schreef ze zich als freelancer in bij de Kamer van Koophandel. Het duurde nog zes jaar voordat haar eerste boek verscheen.
Haar debuut, De onderkant van sneeuw, won de Hebban Thriller Debuutprijs 2015 en stond op de shortlist van de Schaduwprijs. Haar pitch over keuzes durven maken en je dromen najagen leverde haar de publieksprijs Flevolandse Zakenvrouw van het Jaar 2015 op.
Haar tweede boek, Later als ik dood ben, won de Hebban Thriller Award 2017 en stond op de shortlist van de Gouden Strop 2017. 
Daarna volgde Vruchtbaar, het boek voor stellen bij wie zwanger worden niet vanzelf gaat. Hierin vertelt Ruijters over haar eigen reis om moeder te worden. Na een kinderwens van acht jaar kreeg ze in 2018 een dochter via ivf. In Vruchtbaar komen ook professionals en ervaringsdeskundigen aan het woord.
De thriller Meisje van me won de ThrillZone Award 2019. 
In 2021 ontving Ruijters de MAX Zilveren Vleermuis 2021 voor haar thriller Minnaar uit handen van Jan Slagter. Ze was met deze thriller zo vaak in de (Flevolandse) media te zien dat ze ook een plek bemachtigde op de shortlist van de Vrouw in de Media Award Flevoland.

## Bekroningen en/of prijzen
Prijzen
- 2021 - MAX Zilveren Vleermuis  voor Minnaar
- 2019 - ThrillZone Award voor Meisje van me
- 2017 - Hebban Thriller Award voor Later als ik dood ben
- 2015 - Hebban Thriller Debuutprijs voor De onderkant van sneeuw
- 2015 - Flevolandse Zakenvrouw van het Jaar (publieksprijs)

Nominaties
- 2022 - Hebban Thrillerprijs voor Minnaar
- 2021 - Vrouw in de Media Award Flevoland
- 2021 - Beste Nederlandse vrouwenthriller van het jaar voor Minnaar
- 2019 - Hebban Thrillerprijs voor Meisje van me
- 2017 - Gouden Strop voor Later als ik dood ben
- 2015 - Schaduwprijs voor De onderkant van sneeuw